# 소노베 쓰토무
소노베 쓰토무(일본어: 園部 勉, 1958년 3월 29일 ~ )는 일본의 전 축구 선수이다.

## 국가대표팀 경력
그는 1978년 재팬컵에 참가할 일본 국가대표팀에 발탁되었으며, 5월 23일 태국와의 경기에서 데뷔했다. 1978년 아시안 게임에도 출전했다. 그는 1981년까지 국제 A매치 통산 7경기에 출전했다.

## 통계
| 일본 | 일본 | 일본 |
| 연도 | 출전 | 득점 |
| ---- | ---- | ---- |
| 1978 | 4    | 0    |
| 1979 | 0    | 0    |
| 1980 | 0    | 0    |
| 1981 | 3    | 0    |
| 통산 | 7    | 0    |